# Paty Cantú
Patricia Giovanna Cantú Velasco, (nascida em 25 de novembro de 1985), mais conhecida como Paty Cantú, é uma cantora, compositora e atriz mexicana. É ex-integrante da dupla Lu, e já lançou três álbuns solo: Me Quedo Sola (2009), Afortunadamente No Eres Tú (2010) e Corazón Bipolar (2012).

## Carreira

### Lu (2000-2007)
A dupla Lu, formada por Cantú e Mario Sandoval, surgiu em 1996 na cidade de Guadalajara. Ambos integrantes já tinham influências musicais desde pequenos. Se conheceram na escola, e em 1999 resolveram apostar nas suas composições e logo enviaram um demo a Warner Music Group México. Cantú chegou a começar a estudar direito, mas largou a faculdade para seguir carreira artística.
Lançaram um álbum honônimo em 2003, e foi no ano seguinte que a dupla passou a fazer sucesso, principalmente com a canção "Por Besarte", que tornou-se um hit tanto no México como no Brasil, por fazer parte da trilha sonora da exitosa telenovela Rebelde. Também fizeram sucesso os singles "Una Confusión" e "Será", que alcançaram consideráveis posições nas rádios mexicanas.  Enquanto o novo álbum estava em processo de produção lançaram uma edição especial do álbum anterior, contendo remix de alguns sucessos além de um cover de Alejandro Sanz.
Em 2006, lançaram um segundo álbum, chamado Álbum, que continha o single "La Vida Después de Ti". Em 2007, lançaram a canção "Si Tu Me Quisieras", e no dia 7 de agosto desse mesmo ano, a dupla anuncioui sua separação, e realizou seu último show na cidade de Tamaulipas.

### Solo (2008-presente)
Após o fim da dupla, Cantú anunciou que seguiria carreira solo, e em julho de 2008, lançou seu primeiro single, "Déjame Ir", que foi um grande sucesso na internet. No mesmo ano, fez um dueto com a banda mexicana Motel, na canção "Dos Palabras", que alcançou o topo das paradas de seu país.
Seu primeiro disco solo, Me Quedo Sola, foi lançado no dia 27 de janeiro de 2009. Três dias depois de seu lançamento, alcançou a oitava posição de álbum mais vendido na Cidade do México, e na semana seguinte, alcançou a primeira posição. No dia 21 de fevereiro de 2009, lançou seu novo single, "No Fue Suficiente", que permaneceu durante semanas no top #10 da MTV mexicana.
No mesmo ano, fez uma participação especial na novela Verano de Amor, trama de Pedro Damián protagonizada por uma de suas amigas, a cantora Dulce María, para quem inclusive já compôs diversas canções. Também interpretou a canção "Si Crees En Ti", trilha sonora do filme Tinker Bell and the Lost Treasure.
Em 2010, lançou seu segundo álbum, Afortunadamente No Eres Tú, que teve quatro singles: a canção homônima, "Clavo Que Saca Otro Clavo", grande sucesso no México, "Goma de Mascar" e "Se Desintegra El Amor".
Em novembro de 2012, lançou seu terceiro álbum de estúdio, Corazón Bipolar, que teve três singles: a canção homônima (lançada em setembro daquele ano), "Suerte", lançada em fevereiro de 2013 e "Manual", em julho de 2013.
Em 2012, interpretou a canção "Bebe", trilha sonora da série Nueva Vida, e estreiou como produtora de televisão na série "Hoy Soy Nadie", na qual também atuou. Também interpretou a canção tema da série Gossip Girl Acapulco, chamada "Dicen Por Ahí".
Também interpretou a canção "La Copa de Todos", música tema da Copa do Mundo de 2014. Fez uma apresentação no Auditório Nacional do México em junho de 2013 que teve lotação máxima e foi transformada em DVD, Drama Queen En Vivo, lançado em 18 de março de 2014.

## Discografia

### Álbuns de estúdio
- 2009: Me Quedo Sola
- 2010: Afortunadamente No Eres Tú
- 2012: Corazón Bipolar
- 2018: #333

### Álbuns ao vivo
- 2014: Drama Queen (En Vivo Desde el Auditório Nacional)

### Singles
- 2008: Déjame Ir
- 2009: No Fue Suficiente
- 2009: Me Quedo Sola
- 2010: Afortunadamente No Eres Tú
- 2010: Clavo Que Saca Otro Clavo
- 2011: Goma De Mascar
- 2011: Se desintegra el Amor
- 2012: Corazon Bipolar
- 2013: Suerte
- 2013: Manual
- 2015: Valiente
- 2016: Amor Amor Amor
- 2016: Rompo Contigo
- 2017: #Natural
- 2018: Miento
- 2018: Mariposas
- 2018: Cuenta Pendiente